# Ochlandra setigera
Ochlandra setigera är en gräsart som beskrevs av James Sykes Gamble. Ochlandra setigera ingår i släktet Ochlandra och familjen gräs. Inga underarter finns listade i Catalogue of Life.